# 意大利國家鐵路
意大利國家鐵路（義大利語：Ferrovie dello Stato Italiane）是意大利的國營鐵路公司，成立於1905年，在該國鐵路網絡扮演重要角色。
1992年，意大利國家鐵路成為意大利經濟財政部的控股公司。

## 外部連結
- 義大利國家鐵路 （页面存档备份，存于）（意大利文）